# Aeropuerto Coronel Edmundo Carvajal
El Aeropuerto de Macas-Coronel Edmundo Carvajal o también conocido como Aeropuerto Coronel Edmundo Carvajal es un aeropuerto en la ciudad de Macas la capital de provincia de Morona Santiago, Ecuador. 

## Actualidad
Actualmente, ninguna gran aerolínea comercial opera en el aeropuerto. Sin embargo, recibe vuelos de carga y chárteres de pequeñas compañías como Avioandes, Aero Morona, Aerokashurco, Aerosangay, Aeromacas y Amazonía Verde. Cada mes recibe de 800 a 1.000 operaciones de este tipo de vuelos menores. Además, existen vuelos eventuales de la Fuerza Aérea Ecuatoriana.
Este aeropuerto amazónico es el punto de conexión para los cantones Taisha, Gualaquiza, Limón Indanza y Morona; también sirve de hub para 80 pistas de varias comunidades de la zona. La actividad de carga del aeropuerto gira en torno al transporte de alimentos, combustible, material de construcción y servicio de ambulancia mientras que la de pasajeros brinda el traslado de turistas y personal de empresas mineras.

## Destinos
En la actualidad, el aeropuerto no recibe vuelos comerciales regulares. 

### Antiguos destinos
| Ciudad y provincia | Aeropuertos y aeródromos | Aerolínea     | Observaciones                               |
| --- | --- | ------------- | ------------------------------------------- |
| Cumbaratza, Zamora Chinchipe. Ipiak, Juyukamentza, Kaiptach, Mashumarentza, Nayantza, Patukmai, Tsunkintza, Tzapapentza, Warientza y Wasakentza, Morona Santiago | Cumbaratza, Zamora Chinchipe. Ipiak, Juyukamentza, Kaiptach, Mashumarentza, Nayantza, Patukmai, Tsunkintza, Tzapapentza, Warientza y Wasakentza, Morona Santiago | TAME Amazonía | Operó entre 2014 y 2020.                    |
| Cuenca, Azuay | Aeropuerto Internacional Mariscal Lamar | Austro Aéreo  | Canceló operaciones en el año 2000.         |
| Quito, [[Archivo:\|20x20px\|border\|Bandera de Pichincha]] Pichincha                                                                                             | Aeropuerto Internacional Mariscal Sucre | Avioandes     | Operó en 2022.                              |
| Quito, [[Archivo:\|20x20px\|border\|Bandera de Pichincha]] Pichincha                                                                                             | Aeropuerto Internacional Mariscal Sucre | TAME          | Canceló operaciones el 11 de enero de 2016. |
| Tena, Napo | Aeropuerto Jumandy | TAME          | Canceló operaciones el 11 de enero de 2016. |

## Estadísticas
|      | Pasajeros nacionales |
| ---- | -------------------- |
| 2016 | 8.598                |
| 2017 | 5.285                |
| 2018 | 5.439                |
| 2019 | 6.586                |
| 2020 | 5.026                |
| 2021 | 8.928                |
| 2022 | 12.868               |
| 2023 | 9.636                |